# Sharis Garabedian
Sharis Garabedian (arménien : Շարիս Կարապետյան ; Téhéran, née en ?) est une photographe arménienne, artiste peintre, designer.

## Biographie
Née à Téhéran dans une famille arménienne, Sharis Garabedian étudie les beaux-arts à New York et obtient un bachelor en arts et histoire de l'art au Skidmore College. Elle poursuit ses études à Paris et obtient une licence en littérature française du XVIIIe siècle à l'Université de la Sorbonne. Elle vit et travaille à Paris. Le musée d'art moderne d'Erevan possède des œuvres de Sharis Garabedian.

## Expositions
- 1991 : European Pictures, Bucks Bank, Paris, France
- 1991 : Sans titre, Metro Bistro, New York, États-Unis
- 1992 : Installation, Séance privée, Lyon, France
- 1992 : Les visages de l'Arménie, Gorky Gallery, New York, États-Unis
- 1993 : Routes méditerranéennes, Centre culturel d'Italie, Lyon, France
- 1993 : Identification, Musée d'Art Moderne, Erevan, Arménie
- 1994 : Troisième exposition, Musée de la maison Hovhannes Tumanyan, Erevan, Arménie
- 1995 : Pictures of the Venice Biennale, Exposition privée, New York, États-Unis
- 1996 : Tours de guet, Salas Anselm, Viterbe, Italie
- 1997 : Corps et peau, NPAK, Erevan, Arménie
- 1998 : Jl linguaggio degli etruschi, Installation en langue étrusque, Viterbe, Italie
- 1999 : Artists 'Exhibition, peintures de Pak Building, Soho, New York, États-Unis
- 2001 : Dust Shadows, installation, NPAC, Erevan, Arménie
- 2002 : Gyumri Biennale, installation, Image / Vidéo, Galerie de styles, Gyumri, Arménie
- 2002 : Exposition consacrée au 10e anniversaire de NPAKI, Erevan, Arménie
- 2002 : Exposition pour la sélection de la Biennale de Venise, OACI, Erevan, Arménie
- 2003 : Exposition circulaire au temple de Philadelphie, Philadelphie, États-Unis
- 2004 : One Person Photo Exhibition by Sharis Garabedian-D'Ambrosi, Armenian Center for Contemporary Experimental Art, Erevan[4]
- 2016 : Meditative Imprint, Intersection Art Gallery, Singapour[2]
- Colours of Armenia by Sharis Garabedian, Alliance française, Singapour[5]